# Любимов, Викторин Павлович
Виктори́н Па́влович Люби́мов (1883 — ?) — советский юрист, историк-архивист, источниковед, доктор исторических наук, исследователь истории русского права. Участвовал в подготовке академического издания Русской Правды под редакцией академика Б. Д. Грекова.

## Биография
Личные документы историка не сохранились, поэтому судьба архива учёного, последние годы его жизни и дата смерти неизвестны. Отдельные документы, принадлежавшие учёному, хранятся в личных фондах С. Н. Валка, А. Н. Насонова и С. В. Юшкова. Особенно значимы документы из фонда Валка, который при подготовке «Историографии Русской Правды» собирал материалы, в том числе и о Любимове. По этим документам С. Н. Блащук восстановила некоторые детали биографии учёного, связанные с изучением Русской Правды.
По воспоминаниям Л. В. Черепнина в 1905 году Любимов принимал участие в революционном движении и был большевиком или человеком, близким к большевикам.
В 1920-х годах, уже будучи немолодым человеком, посещал занятия факультета общественных наук Московского университета в качестве студента или вольнослушателя. Интерес к изучению Русской Правды возник у Любимова на семинарах Михаила Богословского, проходивших в Московском университете. Семинар по Русской Правде был рассчитан на начинающих студентов. В разные годы его посещали также Н. М. Дружинин и М. Н. Тихомиров. На семинаре Любимов познакомился и с Черепниным. С того времени Русская Правда стала объектом постоянных научных исследований Любимова. Он начал исследовательскую работу с архивов. Он изучал уже известные списки Русской Правды, используя собственную методику работы со списками, и открывал новые. Любимов участвовал в подготовке учебного издания Русской Правды Бориса Грекова 1934 года.
Учёный принимал активное участие в подготовке академического издания Русской Правды под редакцией Бориса Грекова — наиболее авторитетного на сегодняшний день издания памятника. В 1928 году в рамках Археографической комиссии была создана специальная Подкомиссия по подготовке к изданию Русской Правды. Богословский предложил привлечь Любимова к работе в Подкомиссии. К работе над изданием были привлечены лучшие исследователи памятника, однако как отмечал Любимов «лишь двое были заняты непосредственно работой с текстами — Е. Ф. Карский и В. П. Любимов, и из них Е. Ф. Карский занимался лишь Синодальным списком». Вскоре Подкомиссия перестала существовать. После её роспуска Любимов работал в московских архивах, где занимался поиском новых списков.
Работа над изданием Русской Правды возобновилась в период подготовки к празднованию 200-летия открытия её В. Н. Татищевым. Любимов писал: «21 июля 1933 г. Б. Д. Греков сообщил, что АН СССР планирует самостоятельно издать Правду Русскую». Работа была возобновлена по инициативе дирекции Института истории АН СССР. К ней привлекались учёные, активно работавшие в рамках Подкомиссии: Любимов, И. И. Яковкин, Н. Ф. Лавров, Г. Е. Кочин, М. Н. Тихомиров. Руководил работой Греков. В 1935 году Любимов подал на рассмотрение коллег проект классификации списков Русской Правды, и в том же году дополнил свою схему новыми списками. В 1936 году Греков писал: «В. П. Любимов работает над Русской Правдой не менее 15 лет, но не напечатаны его работы были лишь потому, что интерес к Правде Русской заострился лишь в последние годы». Основную работу выполняли Греков и Любимов, который в качестве источниковеда и текстолога работал с оригиналами документов, разрабатывал принципы классификации и разделения текста на статьи. Ко времени начала активной работы в распоряжении Института истории уже был труд Любимова о новой классификации списков. В предисловии к первому тому академического издания, вышедшему в 1940 году, Греков отмечал, что наибольшая заслуга при его подготовке принадлежит Н. Ф. Лаврову, Любимову и Г. Л. Гейермансу.
После выхода академического издания Русской Правды Любимов продолжал изучение этого памятника, но умер, не завершив свой труд. Его рукописи не сохранились.

## Научная деятельность
Любимов создал новую методику работы со списками источника. Исследователю принадлежит открытие нескольких новых списков Русской Правды. Среди прочих списков Любимов выделял Троицкий список Пространной Правды. В учебном издании Русской Правды Бориса Грекова 1934 года использовались разработки Любимова, там же впервые вводился в научный оборот Троицкий список. Отдельное исследование Любимов посвятил Краткой Правде и некоторым спорным историческим вопросам.
Первоначально при подготовке академического издания Русской Правды предполагалось, что в основе классификации списков памятника должна лежать история его текста. Однако Греков считал, что «любая история текста будет на 50 % построена на гипотезах». В издании была использована классификация, предложенная Любимовым, которая базировалась на формальных признаках. По мнению Грекова, она должна была стать основой для будущей истории текста Русской Правды.
С точки зрения Любимова, имеющиеся классификации Н. В. Калачова и Василия Сергеевича, не позволяли проследить историю текста Русской Правды, в отличие от самой новой на тот момент классификации Серафима Юшкова. Впрочем, как отмечает С. Н. Блащук, данная классификация не являлась оригинальной, а представляла собой компиляцию классификаций Калачова и Сергеевича и, кроме того, содержала множество ошибок. Классификация Любимова основывалась на системе семей и групп, часто применявшейся при исследовании текстов, известных в большом количестве списков. Здесь учитывались все виды списков, как признававшиеся отдельной редакцией, так и возникшие в результате неумышленных изменений. Такая система давала возможность свободнее размещать различные виды списков, руководствуясь при этом намеченной историей текста. В классификации, предложенной Любимовым, все списки делились на две группы, соответствующие двум основным редакциям — Краткой и Пространной, что было возвратом к делению списков, предложенному Э. К. Тобиным. Списки Сокращённой редакции Любимов отнёс к группе Пространных. Группа Пространных списков делилась на Синодально-Троицкую, Пушкинскую и Карамзинскую группы. Каждая группа подразделялась на виды, а ряд видов — на подвиды. Любимов также предложил новое деление текста памятника на статьи. Деление осуществлялось на основе киноварных заглавных букв и знаков препинания в самих рукописях. Учёный практически осуществил эту идею, взяв за основу список с наибольшим количеством киноварных букв, что упростило задачу. В местах, где текст явно не указывал на очерченную юридическую норму, исследователь обращался к другим спискам.
О взаимоотношении Краткой и Пространной Правды Любимов писал: «Классификация наша выражает господствующий взгляд о том, что краткая Правда в своём образовании предшествовала пространной Правде. Но предлагаемая схема классификации предоставляет возможность изучения памятника, если бы исследователь пришёл и к заключению о приоритете пространной Правды». По мнению А. П. Толочко, это высказывание свидетельствует, что Любимов, вопреки общепринятому мнению, предполагал текстуальную вторичность Краткой Правды по отношению к Пространной. Константин Цукерман отмечает, что в своей классификации Любимов признал отсутствие текстуальной преемственности между Краткой и Пространной Правдой, отказавшись от попытки составить их в стемму.
По свидетельству Черепнина, Любимов готовил большую монографию о происхождении Русской Правды, которая, однако, не была издана. В фонде Михаила Тихомирова хранится письмо Любимова, в котором говорится о его будущей книге.

## Некоторые публикации
- Палеографические наблюдения над Троицким списком Русской Правды // Доклады Академии наук СССР — 1929 / Отв. ред. С. Ф. Платонов. — Л., 1929. — № 6. — С. 109—114.
- Об издании Русской Правды // Проблемы источниковедения. — М.; Л., 1936. — Сб. II. — С. 299—314.
- Палеографические наблюдения над Академическим списком Русской Правды // Историк-марксист. — 1938. — № 5. — С. 156—161.
- Правда Русская / Под редакцией академика Б. Д. Грекова. — М.; Л.: Издательство АН СССР, 1940—1963. — Т. I: Тексты / Подгот. к печати В. П. Любимов и др. — 1940. — 505 с.
- Списки Правды Русской // Правда Русская. — М.; Л., 1940. — Т. I. — С. 11—54.
- Смерд и холоп // Исторические записки. — М., 1941. — Т. 10. — С. 66—83.
- Татищевские списки Правды // Правда Русская. — М.; Л., 1947. — Т. II: Комментарии. — С. 821—831.
- О Лаптевском списке Правды Русской // Правда Русская. — М.; Л., 1947. — Т. II: Комментарии. — С. 832—839.
- Новые списки Правды Русской // Правда Русская. — М.; Л., 1947. — Т. II: Комментарии. — С. 840—862.